# Sarcosaurus
Genre
Sarcosaurus, dont le nom signifie « lézard à viande » est apparu voici environ 200 millions d'années, au début du Jurassique, et il représentait une première étape dans l'évolution des grands carnivores, car il était un peu plus grand que ceux qui l’ont précédé : 3,5 mètres de long et de 40 à 70 kg. Certains paléontologues le rattachent à la même famille que Ceratosaurus et pensent qu’il aurait porté sur son crâne la même petite crête osseuse, en forme de corne. Mais comme on n’a encore trouvé aucune partie de son crâne mais seulement quelques os de l'échine, des hanches et des jambes il faut attendre de nouvelles découvertes avant de savoir à quoi il ressemblait vraiment.

## Un ancêtre deCeratosaurus?
Les fossiles de cet animal sont vraiment insuffisants, et on se base des restes partiels d'un bassin, d'un fémur et de quelques vertèbres retrouvés à proximité de la localité de Barrow upon Soar et qu'à décrits Andrews en 1921. À ce que l'on croit comprendre, cependant, Sarcosaurus était un dinosaure carnivore relativement agile, dont la longueur ne dépassait pas 4,5 mètres, et d'une constitution somme toute robuste. Souvent rapproché de Cératosaurus et considéré comme son ancêtre possible (et pour cela reconstitué avec une petite corne sur le museau), Sarcosaurus pourrait bien être en réalité étroitement apparenté à ceux qu'on appelle alticosauridés, ou bien à ces théropodes primitifs ressemblant à Coelophysis mais de dimensions nettement plus grandes. Les exemples les plus connus, comme Dilophosaurus et Liliensternus, auraient pu avoir une morphologie plus gracile que celle de Sarcosaurus.

## Autres restes fossiles
Dans le genre Sarcosaurus on a rangé une autre espèce, S. andrewsi, décrite par Huene en 1932 en se fondant sur la découverte d'un tibia de forme allongée. Naturellement, il n'y a aucune preuve que ce tibia appartienne au genre Sarcosaurus, même s'il est tout à fait probable que son propriétaire a été un alticosauride indéterminé. Récemment on a parlé d'un crâne de Sarcosaurus qui aurait été retrouvé, mais la nouvelle n'a jamais été confirmée.
Des scientifiques proposent également de lui attribuer les synonymes de Liassaurus huenei, Magnosaurus woodwardi, Megalosaurus lydekkeri.

## Sources
- (it) Cet article est partiellement ou en totalité issu de l’article de Wikipédia en italien intitulé « Sarcosaurus woodi » (voir la liste des auteurs).